# Aeroporto di Parma

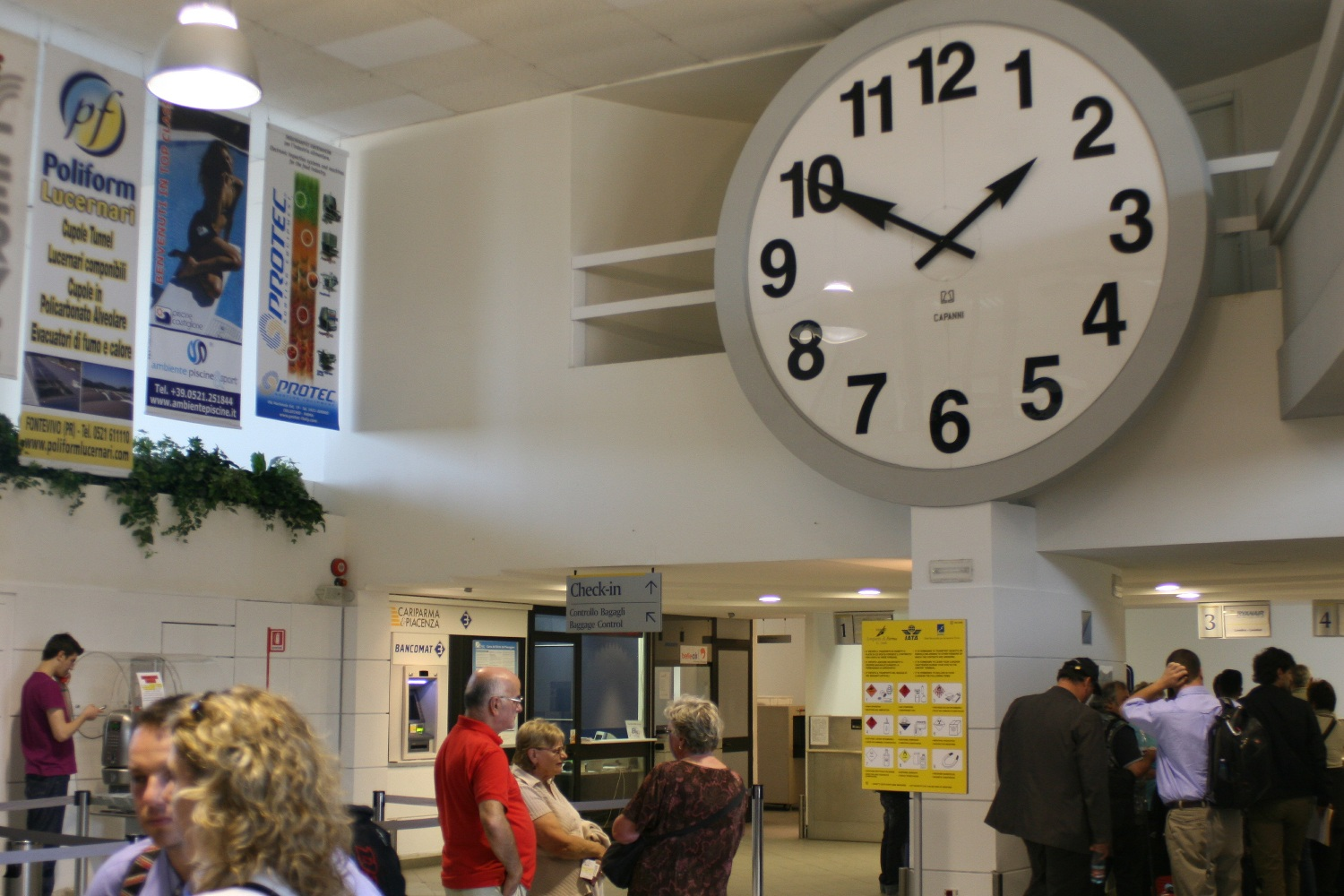
L'area check-in dell'aeroporto.

L'Aeroporto di Parma (IATA: PMF, ICAO: LIMP) è un aeroporto italiano situato a circa 3 km a nord-ovest dal centro della città di Parma lungo la Strada statale 9 Via Emilia nel territorio del quartiere Golese. La struttura, intitolata al celebre compositore parmense Giuseppe Verdi, è dotata di una pista in asfalto lunga 2 124 m e larga 45 m.  L'aeroporto è gestito dalla società SO.GE.A.P. S.p.A.

## Storia

### Gli inizi
Il primo nucleo dell'attuale aeroporto di Parma fu progettato e costruito dalla Regia Marina dopo la prima guerra mondiale con lo scopo di essere base per i dirigibili. Ultimato nel 1923 ed intitolato all'aviatore medaglia d'oro al valor militare Natale Palli (1895-1919), venne ceduto alla Regia Aeronautica.
Dopo il secondo conflitto mondiale l'aeroporto era stato completamente distrutto ed il Ministero della difesa ne aveva deciso la soppressione.

### L'Aero Club
Un gruppo di aviatori parmensi, sotto la presidenza dell'asso parmigiano Adriano Mantelli, fondò il 10 giugno 1945 un Aero Club con il nome di "Gruppo Sportivo Volovelistico Parmense" sulle ceneri della precedente RUNA (Reale Unione Nazionale Aeronautica), intitolato alla memoria di Gaspare Bolla.
Dal 1946 riprese l'attività di volo a motore anche grazie agli aerei leggeri AM progettati e costruiti dallo stesso Mantelli e per l'avvenuta revoca della decisione di soppressione.
Grazie ai soci, dal 1947 fu riaperta la scuola di pilotaggio e dalla prima aviorimessa le strutture dell'aero club crebbero nel tempo con officine per la manutenzione degli aerei, la torre di controllo, il circolo per i soci con un ristorante e un bar e l'aula didattica per la scuola dotata di un simulatore di volo strumentale.
Il 10 maggio 1961 venne presentato alla Direzione Generale Aviazione Civile e Traffico Aereo (Civilavia) di Roma, l'organo competente del tempo prima dell'odierna ENAC, il progetto per la l'autorizzazione alla costruzione di una nuova pista di asfalto di 900 metri di lunghezza e 30 di larghezza. Realizzato con il contributo delle amministrazioni della provincia di Parma e del comune di Parma, il progetto fu tuttavia respinto il 24 maggio 1962 a motivo della direzione dei venti dominanti della zona che contrastavano con l'orientamento da nord a sud della pista progettata.
Nel 1980 il progetto fu ripresentato e questa volta l'autorizzazione fu concessa.

### La modernizzazione
Nel 1991 fu aperto ufficialmente l'aeroporto "Giuseppe Verdi", realizzato tramite una società, la SO.GE.A.P. S.p.A., appositamente costituita nel 1983 ed avente come soci gli enti locali, alcuni privati e l'aero club; la gestione dell'aerostazione venne assunta dalla medesima società.
Nel 2008, acquisita l'autorizzazione da parte di ENAC e del Ministero dell'economia e delle finanze, è stato avviato e concluso con successo un processo di privatizzazione della società di gestione che ha portato il fondo austriaco Meinl Airports International Ltd., società di investimenti con sede a Jersey, Channel Islands, facente capo alla banca d'affari Meinl Bank AG, a controllarne il 67,95 per cento del capitale.
Nel gennaio 2014, SO.GE.A.P. ottiene la concessione ventennale dell'aeroporto dal Ministero delle Infrastrutture e dei Trasporti.
A ottobre 2019, l'aeroporto passa sotto il controllo dell’Unione Parmense Industriali, che ne diventa il socio di maggioranza.
Si tratta del primo caso nazionale di società di gestione aeroportuale a maggioranza privata, con azionisti nella duplice veste di investitori e fruitori del servizio..

## Dati tecnici
| Superficie aerostazione                              | 3.450 m²                      |
| Capacità aerostazione                                | 695 pax/ora, 700.000 pax/anno |
| Superficie parcheggio passeggeri                     | 2.300 m²                      |
| Banchi check-in                                      | 9                             |
| Nastri bagagli                                       | 9                             |
| Sale d'imbarco                                       | 2 - gates 4                   |
| Postazioni controllo security passeggeri in partenza | 3                             |

## Traffico

### Passeggeri in transito
Riepilogo annuo dei passeggeri:
| Anno | Nazionali | %     | Internazionali | %     | Transito | %        | Totale Commerciale | %     | Aviazione generale | %     | Totale Complessivo | %     |
| ---- | --------- | ----- | -------------- | ----- | -------- | -------- | ------------------ | ----- | ------------------ | ----- | ------------------ | ----- |
| 2016 | 131.044   | -1,5  | 59.257         | +13,6 | 203      | +1.745,5 | 190.504            | +2,9  | 1.666              | -9,9  | 192.170            | +2,7  |
| 2015 | 133.000   | -5,0  | 52.168         | -18,0 | 11       | -90,7    | 185.179            | -9,1  | 1.849              | 2,0   | 187.028            | -9,0  |
| 2014 | 139.952   | 6,5   | 63.638         | -0,4  | 118      | 1.866,7  | 203.708            | 4,3   | 1.813              | 18,7  | 205.521            | 4,4   |
| 2013 | 131.405   | 9,4   | 63.881         | 15,0  | 6        | -98,6    | 195.292            | 10,9  | 1.528              | -14,2 | 196.820            | 10,7  |
| 2012 | 120.065   | -40,1 | 55.541         | -18,8 | 421      | 103,4    | 176.027            | -34,6 | 1.780              | -19,3 | 177.807            | -34,4 |
| 2011 | 200.394   | 18,3  | 68.402         | -1,0  | 207      | -16,9    | 269.003            | 12,6  | 2.206              | 4,1   | 271.209            | 12,6  |
| 2010 | 169.442   | -8,9  | 69.121         | -0,1  | 249      | -18,4    | 238.812            | -6,6  | 2.120              | -17,5 | 240.932            | -6,7  |
| 2009 | 186.096   | -6,1  | 69.190         | -20,7 | 305      | 301,3    | 255.591            | -10,5 | 2.569              | -5,0  | 258.160            | -10,4 |
| 2008 | 198.149   | 242,3 | 87.260         | 3,2   | 76       | -80,3    | 285.485            | 99,9  | 2.705              | -12,1 | 288.190            | 97,5  |
| 2007 | 57.886    | 18,2  | 84.565         | 14,8  | 386      | -72,9    | 142.837            | 15,2  | 3.079              | -15,5 | 145.916            | 14,3  |
| 2006 | 48.973    | 14,8  | 73.632         | 423,6 | 1.424    | 488,4    | 124.029            | 117,8 | 3.645              | -18,6 | 127.674            | 107,8 |
| 2005 | 42.648    | -11,3 | 14.062         | 3,2   | 242      | -45,2    | 56.952             | -8,4  | 4.477              | -25,1 | 61.429             | -9,8  |
| 2004 | 48.079    | -2,0  | 13.623         | 29,3  | 442      | -59,1    | 62.144             | 2,5   | 5.975              | 6,6   | 68.119             | 2,8   |
| 2003 | 49.036    | 25,0  | 10.537         | -34,4 | 1.080    | 9,0      | 60.653             | 7,8   | 5.605              | -4,4  | 66.258             | 6,6   |
| 2002 | 39.215    | -21,8 | 16.070         | 44,2  | 991      | -89,7    | 56.276             | -20,6 | 5.863              | -44,0 | 62.139             | -23,7 |
| 2001 | 50.152    | -7,3  | 11.143         | 121,4 | 9.624    | 70,1     | 70.919             | 9,5   | 10.477             | 1,3   | 81.396             | 8,4   |
| 2000 | 54.080    |       | 5.032          |       | 5.657    |          | 64.769             |       | 10.343             |       | 75.112             |       |

### Dati di traffico

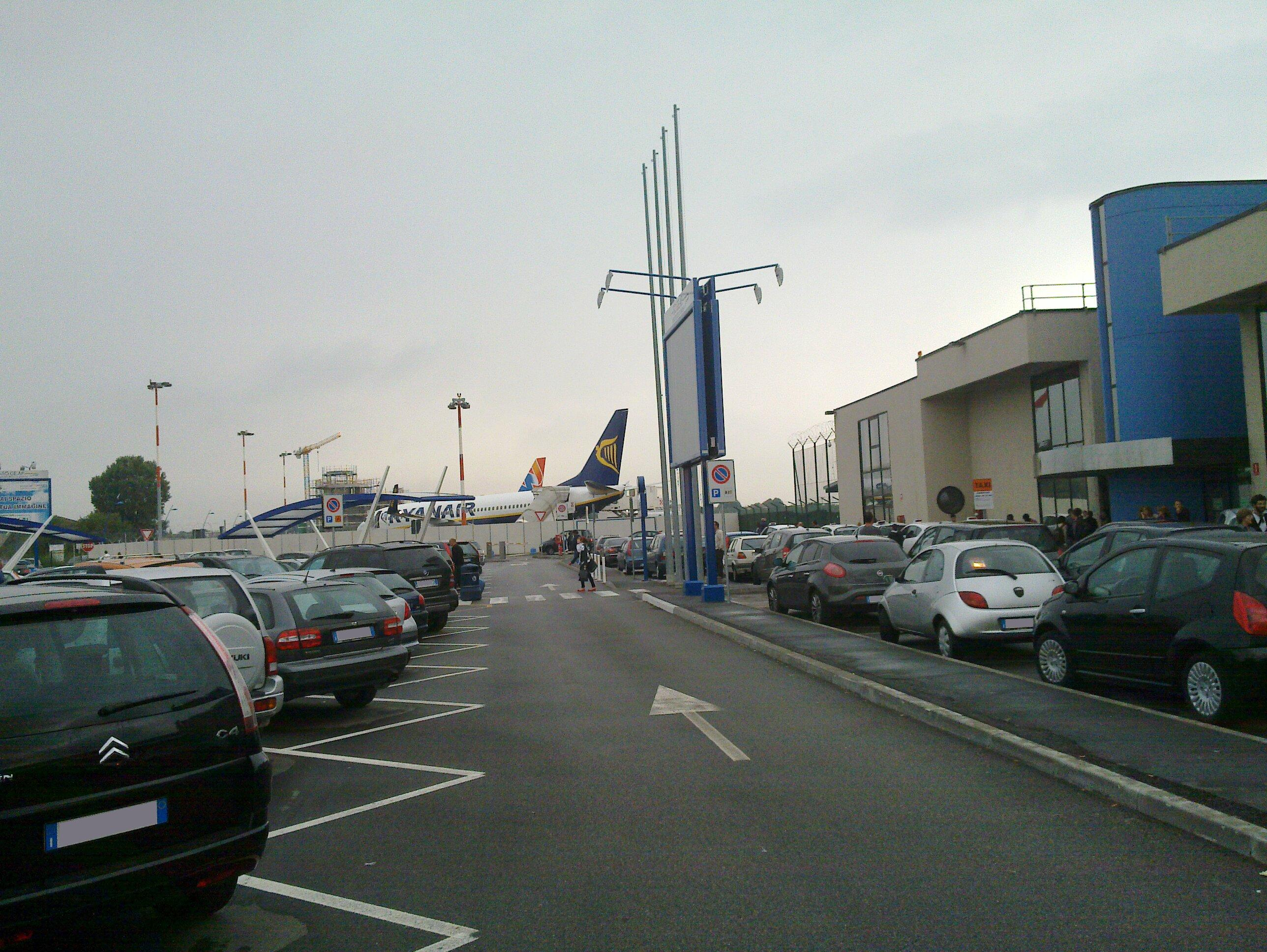
Vista dal parcheggio. Ingresso dell'aeroporto e piazzale di sosta degli aeromobili.

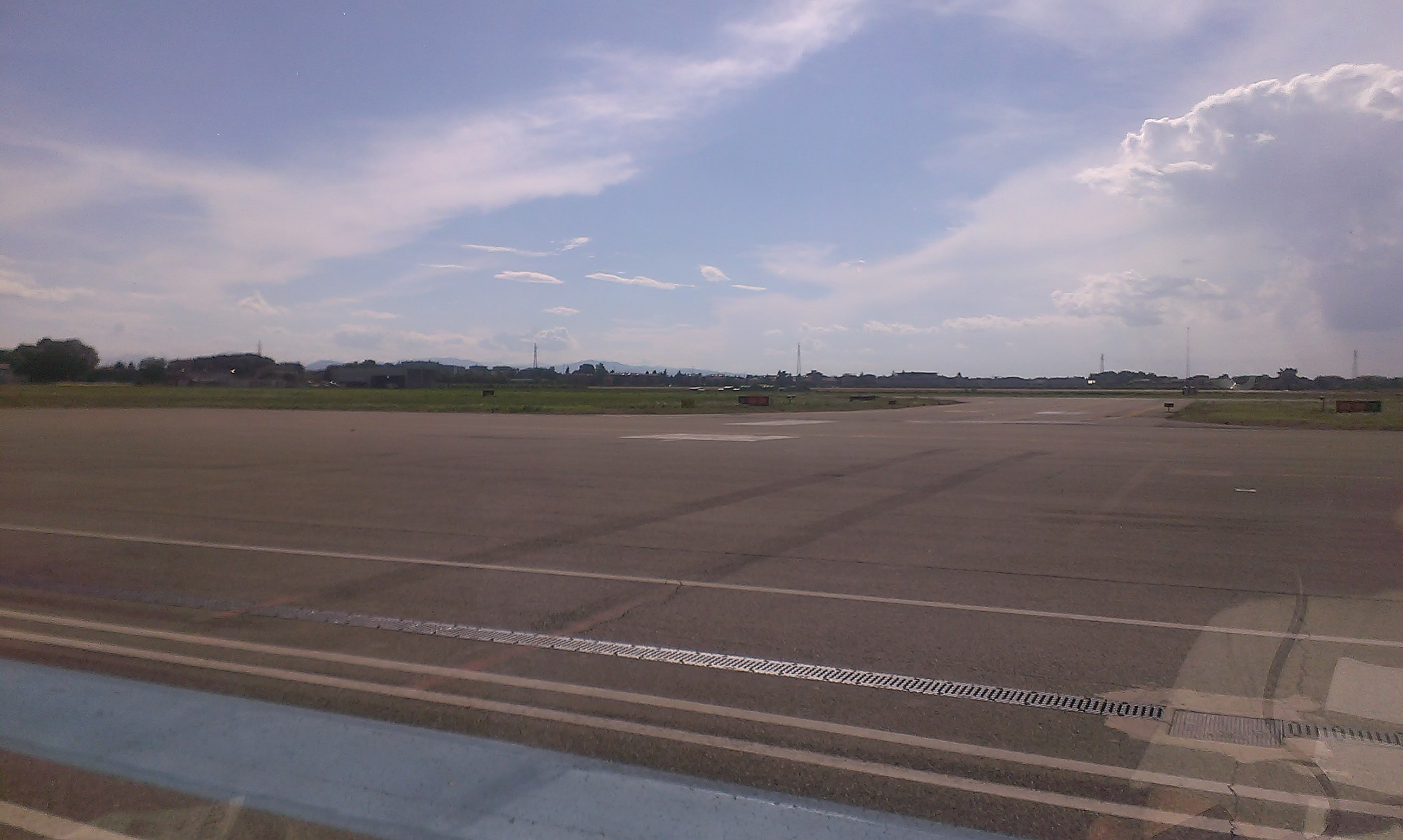
Pista dell'aeroporto di Parma vista dal gate partenze.

Riepilogo annuo del traffico aeroportuale:
| Anno | Movimenti | %     | Passeggeri | %     | Cargo (t) | %      |
| 2018 | 5.118     | 1,1   | 79.014     | -51,1 | 97,6      | -60,9  |
| 2017 | 5.062     | -4,2  | 161.620    | -15,9 | 249,5     | 188,0  |
| 2016 | 5.283     | -11,2 | 192.170    | 2,7   | 86,6      | n/a    |
| 2015 | 5.946     | -15,2 | 187.028    | -9,0  | -         | -      |
| 2014 | 7.015     | -0,2  | 205.521    | 4     | -         | -      |
| 2013 | 7.027     | 0,1   | 196.820    | 10,7  | -         | -      |
| 2012 | 7.019     | -30,0 | 177.807    | -34,4 | -         | -100,0 |
| 2011 | 10.025    | 5,8   | 271.209    | 12,6  | 3         | -      |
| 2010 | 9.479     | -8,6  | 240.932    | -6,7  | -         | -      |
| 2009 | 10.373    | -5,7  | 258.160    | -10,4 | -         | -      |
| 2008 | 10.995    | 3,6   | 288.190    | 97,5  | -         | -      |
| 2007 | 10.615    | -1,9  | 145.916    | 14,3  | -         | -      |
| 2006 | 10.817    | -9,5  | 127.674    | 107,8 | 313       | -59,0  |
| 2005 | 11.948    | -11,4 | 61.429     | -9,8  | 763       | 230,3  |
| 2004 | 13.492    | -5,4  | 68.119     | 2,8   | 231       | -      |
| 2003 | 14.255    | 9,5   | 66.258     | 6,6   | -         | -      |
| 2002 | 13.017    | -35,0 | 62.139     | -23,7 | -         | -      |
| 2001 | 20.023    | 13,5  | 81.396     | 8,4   | 33        | -      |
| 2000 | 17.647    | 17,8  | 75.112     | 64,0  | 1         | -      |